# Edmund Spenser
Edmund Spenser, angleški pesnik, * 1552, London, † 13. januar 1599, London.

## Življenje
Edmund Spenser se je rodil v Londonu v skromni družini, študiral v Cambridgeu in se posvečal poeziji s pomočjo plemiških mecenov. Spenser je poznan tudi kot vneti nasprotnik in uničevalec irske kulture. Za časa življenja je prejel naziv kraljevi pesnik Anglije.

## Dela
S Pastirjevim koledarjem (Shepard's Calendar, 1579) je Spenser sledil tradiciji idilične poezije, s sonetnim ciklom Amoretti (1591-1594) pa je vzporedno s Shakespearjem zapisal najboljše angleške renesančne sonete.
Njegovo najpomembnejše delo je nedokončani ep Vilinska kraljica (The Faerie Queen, 1590-1595), ki ga je posvetil angleški kraljici Elizabeti I. V njem je poskušal združiti tradicijo antične in viteške epike, Ariosta in Tassa. V središču dogajanja nastopajo kralj Artur in njegovi vitezi ter vilinska kraljica Gloriana. 
Pripoved ima alegoričen pomen, kjer se srednjeveške prvine povezujejo z renesančnimi.
Leta 1595 je napisal pastoralno elegijo Astrophel. To je elegija za plemiča, pesnika in vojaka Sir Philipa Sidneyja.

## Vplivi
Edmund Spenser je s svojimi deli vplival na poznejšo angleško poezijo, predvsem na Johna Miltona in romantike, med drugim tudi s posebno obliko stance, tako imenovano Spenserjevo kitico.